# Psapharochrus socorroensis
Psapharochrus socorroensis là một loài bọ cánh cứng trong họ Cerambycidae.